# Amazon Echo
Amazon Echo é um alto-falante sem fio com comando de voz da Amazon.com. O dispositivo consiste de um alto-falante de 9,25 polegadas (23,5 centímetros) de altura com um cilindro de sete peças e um conjunto de microfones. O dispositivo responde ao nome de "Alexa", mas esse "nome" pode ser alterado pelo utilizador  (uma escolha popular é "Amazon"). O dispositivo é capaz de interação de voz, reprodução de música, fazer listas de tarefas, definir alarmes, podcasts de transmissão, ler audiobooks, fornecer informação sobre o tempo, tráfego e outras informações em tempo real. O Echo também pode controlar vários dispositivos inteligentes.
A Amazon tem vindo a desenvolver o "Echo" nos escritórios do Lab126 no Vale do Silício e Cambridge, Massachusetts, pelo menos desde 2010. O dispositivo, conhecido pelo codinome "Doppler" ou "Projeto D", fez parte da primeira tentativa da Amazon de expandir o seu portfólio de dispositivos para além do original Kindle.
O Amazon Echo (inicialmente limitado a membros Amazon Prime ou por convite) tornou-se amplamente disponível em 23 de junho de 2015. Além disso, o serviço por trás dele (Alexa Serviço de Voz) está agora disponível para ser adicionado a outros dispositivos de outras empresas e os serviços são encorajados a se conectar  (usando o Kit Alexa Skills).

## História
O trabalho no Amazon Echo começou em 2011, conhecido como "Projeto D". Foi chamado assim porque o Kindle era o Projeto A e o Fire Phone era o Projeto B. O Amazon Echo era um desdobramento do Projeto C. O Projeto C é desconhecido, embora o trabalho nele tenha sido interrompido. O Amazon Echo deveria ser chamado originalmente de Amazon Flash. A palavra de ativação, a palavra que torna o dispositivo responsivo, para o Echo costumava ser "Amazon". Ambos esses atributos eram desagradáveis para a Lab126, a divisão da Amazon que realiza pesquisa e desenvolvimento e cria hardware de computador. A Lab126 acreditava que "Amazon" era uma palavra muito comumente usada e o dispositivo reagiria quando não fosse pretendido. Jeff Bezos, o CEO da Amazon, acabou sendo influenciado pela Lab126 a mudar o nome do dispositivo para Amazon Echo e a palavra de ativação para "Alexa".[6] O Amazon Echo foi originalmente apresentado apenas como um alto-falante inteligente, não era originalmente destinado a ser um hub doméstico inteligente, como é agora, até depois de seu lançamento. À medida que a Alexa, a inteligência artificial (IA) que alimenta o Amazon Echo, melhorou, o dispositivo se tornou mais um centro de controle para eletrodomésticos inteligentes. Dave Isbitski, o principal evangelista de desenvolvimento para o Echo e Alexa, recebeu ligações de fabricantes de dispositivos domésticos inteligentes para discutir a conexão de seus dispositivos, após o lançamento do Amazon Echo. Mas os dispositivos domésticos inteligentes tinham um problema: as pessoas não estavam comprando esses dispositivos porque frequentemente exigiam um aplicativo extra para serem usados, o que não era muito melhor do que simplesmente usar o dispositivo manualmente.
O Amazon Echo (1ª Geração) foi lançado inicialmente em março de 2014 para membros do Amazon Prime e convidados, e foi comercializado ao lado da voz do produto, Alexa. Alexa é uma voz associada ao Amazon Echo que responde a perguntas e solicitações por meio de inteligência artificial. A Amazon afirmou que a voz da Alexa foi inspirada nos sistemas de comunicação eletrônica apresentados na série de televisão Star Trek: A Série Original e Star Trek: A Próxima Geração.
O Echo apareceu proeminentemente no primeiro comercial de televisão transmitido pela Amazon no Super Bowl em 2016.
Em março de 2016, a Amazon lançou um subproduto do Amazon Echo, chamado Amazon Echo Dot. Este dispositivo é uma versão do tamanho de um disco de hóquei no gelo do Amazon Echo original lançado em 2014, e possui as mesmas capacidades. Este produto foi projetado para ser usado em salas menores, como quartos, devido às suas capacidades limitadas de alto-falante (tamanho) ou para ser emparelhado com um alto-falante externo. Em novembro de 2016, a segunda geração do Echo Dot foi lançada por um preço mais baixo com reconhecimento de voz aprimorado e novas cores.
A segunda geração do Amazon Echo foi lançada em outubro de 2017. Essa atualização ofereceu um reconhecimento de voz aprimorado e uma cobertura externa de tecido. Posteriormente, foram lançadas outras variantes do Amazon Echo.
Em maio de 2017, a Amazon lançou o Amazon Tap, agora descontinuado, uma versão menor e portátil do Amazon Echo. Embora os dois produtos sejam semelhantes, o Tap é alimentado por bateria, portátil e requer o toque de um botão para habilitar os comandos de voz.
Em abril de 2017, o Amazon Echo Look foi lançado apenas para convidados, como um Amazon Echo com uma câmera embutida. Foi projetado como um alto-falante, também útil com inteligência artificial que possui algoritmos inteligentes para ajudar os usuários a escolherem roupas. Foi lançado ao público em geral em agosto de 2018.
Em junho de 2018, o Amazon Echo Show foi lançado para o público como um dispositivo com uma tela de 7 polegadas usada para transmitir mídia, fazer chamadas de vídeo e usar a Alexa. A segunda geração do dispositivo foi disponibilizada em novembro de 2018 e apresenta uma tela de 10 polegadas com alto-falantes aprimorados.

## Processamento baseado na nuvem
O Amazon Echo é executado no Amazon Web Services. No modo padrão, o dispositivo de reconhecimento de voz fica continuamente monitorando o "nome" para ser ativado, sendo necessária uma conexão de Internet Wi-Fi para trabalhar. O dispositivo também vem com um controle remoto e manualmente ativado por voz que pode ser usado no lugar do "nome". Os microfones do Echo podem ser desativados manualmente pressionando um botão silenciador para desligar o circuito de processamento de áudio. A capacidade do reconhecimento de voz do Echo é baseada na Amazon Web Services e na plataforma de voz comum que a Amazon adquiriu a partir do Yap, Evi, e IVONA (especialista baseado na tecnologias de voz usados no Kindle Fire).

## Hardware

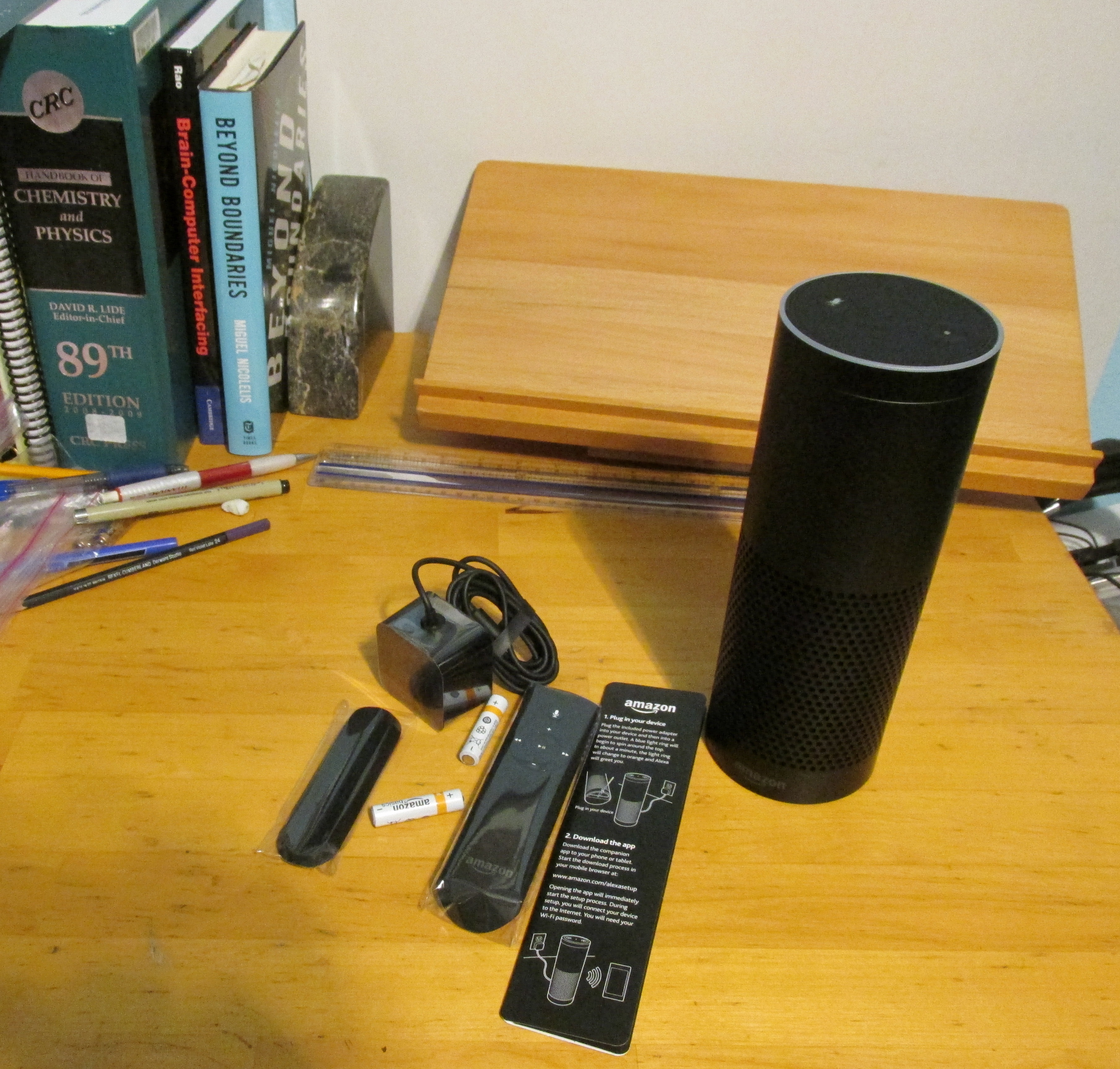
Amazon Echo descompactado, computador ativado por voz que acessa a Internet e também o conteúdo do Amazon Prime.

O complemento de hardware inclui um Texas Instruments DM3725 processador ARM Cortex-A8, 256 MB de RAM e 4GB de armazenamento interno A conectividade é fornecida por dual-band Wi-Fi 802.11 a/b/g/n e Bluetooth 4.
Amazon Echo se destina a ser controlada na unidade de voz, no entanto, um controle remoto ativado similar ao fornecido com a Fire TV está disponível para compra. Um botão de ação na parte superior da unidade está prevista a configuração do usuário em um novo local, e o botão mute permite que os microfones para ser desligado. O topo da caixa de som gira para aumentar ou diminuir o volume do alto-falante. O "Echo" deve ser conectado para operar, uma vez que não possui bateria.
Amazon Echo possui discurso de seleção em voz natural, através de um sofisticado processamento de linguagem natural e, processo de síntese de voz.

## Serviços prestados
I Echo oferece informação meteorológica e notícias de uma variedade de fontes, incluindo as estações locais de rádio, NPR e ESPN a partir de TuneIn. O Echo irá reproduzir música a partir da conta Amazon Music do proprietário. O suporte embutido para o Pandora, serviço de streaming de música, foi adicionado recentemente, como foi o suporte para IFTTT. O Echo também pode reproduzir música a partir de serviços de streaming, como a Apple iTunes, e a Google Play Music a partir de um telefone ou tablet. O Echo mantém alarmes controlados por voz, temporizadores, compras e listas de afazeres e pode acessar artigos da Wikipédia. O Echo irá responder a perguntas sobre os itens na sua agenda do Google e também se integra com a Philips Hue, Belkin Wemo, SmartThings, Insteon, e Wink . Além disso, a integração com o Echo está em projeto para Countertop by Orange Chef, Scout Alarm , Garageio , Toymail, MARA, and Mojio

## Preocupações com privacidade
Existem preocupações sobre o acesso que o Echo tem a conversas privadas em casa, ou a outras indicações não-verbais que podem identificar quem está presente no lar e que não se baseia em sinais sonoros, como a programação de rádio/televisão . Amazon responde a essas preocupações, afirmando que o "ECHO" só inicia streaming  das gravações de casa, quando o usuário ativa o dispositivo com a "palavra acordar". Esta é uma restrição superficial que a Amazon impôs sobre si mesmo. O dispositivo é tecnicamente capaz de transmitir gravações de voz em todos os momentos. Além disso, o Echo estará sempre monitorando para detetar a "palavra acorda".
O Echo usa gravações de voz passadas que o usuário enviou para o serviço de nuvem, para melhorar a resposta às questões futuras. Para fazer face a preocupações com a privacidade, o usuário pode apagar gravações de voz que estão atualmente associadas à sua conta, mas fazer isso pode degradar a experiência da busca por voz. Para eliminar essas gravações, o usuário pode visitar o Gerir o meu equipamento na página Amazon.com ou contatar na Amazon o serviço de apoio ao cliente.
O Echo determina a sua localização na casa do usuário pelo conjunto de redes detetadas, incluindo roteadores Wi-Fi, a intensidade do sinal desses roteadores, o tipo de segurança dos roteadores, e as informações de registro fornecidas pela operadora de banda larga destes dispositivos. A Amazon, aplicativos terceiros e sites utilizam informações de localização para fornecer serviços baseados na localização  e armazenam essas informações para fornecer serviços de voz, o aplicativo Mapas, localizar o seu dispositivo, e para monitorar o desempenho e precisão de serviços de localização. Por exemplo, os serviços de voz do Echo utilizam a localização do usuário para responder às solicitações de restaurantes ou lojas. Da mesma forma, o dispositivo usa a localização do usuário para processar os pedidos relacionados com mapeamento do usuário e melhorar a experiência do Mapas. Todas as informações coletadas estão sujeitas à Política de Privacidade da Amazon.com.

## Limitações
Compras de mercadorias ou meios digitais , como músicas, por comando de voz, exige a intervenção manual (através da interface) do usuário para concluir a compra. Echo tem demonstrado resultados "acerto ou erro" acerca de perguntas comuns que os usuários esperam melhores respostas. Echo às vezes confunde algumas palavras homófonas 
A localização atual do dispositivo está definido para Seattle (sede da Amazon) por padrão e deve ser alterado manualmente, mas só pode ser definida para um local dentro dos EUA. Isso é diferente de smartphones cujos assistentes de voz são baseados em localização real via GPS. Essa restrição pode levar a resultados indesejados e respostas "erradas" ou aparentemente erradas a perguntas que impliquem a localização, tais como "que  tempo vai estar hoje" (por aqui) ou "Definir um alarme para as 10:00" (hora local aqui). Existem várias tentativas de contornar os EUA como única restrição, especialmente por usuários na Europa e Austrália. Uma solução é definir o Echo para um fuso horário que é exatamente 12 horas de diferença do horário local. Por exemplo, se a hora atual em Londres é 11:30am, o usuário pode definir a horário do Echo, para padrão do Havaí, o que seria 11:30pm; isto permitiria ao echo relatar o tempo correto. Há dois efeitos indesejáveis com a utilização deste método, um deles é AM/PM incorretos e data incorreta. Outra solução mais sofisticada é através da manipulação dos dados que são transmitidos e recebidos pelos servidores da Amazon, como descrito por usuário "Stonewater" no Un-Official Amazon Eco Forum.  Este método produz resultados precisos e desejáveis. No entanto, exige know-how tecnológico com a ajuda de Pedido Maker para Chrome para realizar a tarefa.

## Versões de software
A funcionalidade de echo evolui periodicamente quando Amazon lança novo software para ele. A maioria dos novos lançamentos irá corrigir erros, além de incluir uma funcionalidade melhorada. Novos lançamentos são empurrados para os dispositivos de forma gradual por isso pode levar vários dias a uma semana ou mais para um determinado dispositivo ser atualizado. Como grande parte da inteligência de Echo encontra-se na nuvem, melhorias funcionais significativas podem ser feitas de Echo sem atualizar a versão do software que está sendo executado. Por exemplo, em abril, o Echo adicionou a capacidade de dar resultados desportivos ao vivo sem atualizar a versão do software em execução no dispositivo.
| Versão | Data aproximada         | Descrição |
| ------ | ----------------------- | --- |
| 2723   |                         | |
| 2530   | 01 de junho de 2015     | Ouvir audiobooks da Audible.com.                                                                                              |
| 2392   | 30 de março de 2015     | Controle suportando Belkin e Philips conectado a dispositivos domésticos, bem como melhorias gerais e melhorias de desempenho |
| 2332   | 26 de fevereiro de 2015 | Correções de bugs e melhorias de desempenho.                                                                                  |
| 2249   | 28 de janeiro de 2015   | Comandos de voz adicionais para fazer compras e listas de afazeres, podendo rever itens das listas.                           |
| 2221   | 12 janeiro de 2015      | |
| 2171   | 07 de janeiro de 2015   | |
| 2100   |                         | |
| 2057   |                         | |